# Kalidou Koulibaly
Kalidou Koulibaly (* 20. Juni 1991 in Saint-Dié-des-Vosges, Frankreich) ist ein senegalesisch-französischer Fußballspieler. Der Innenverteidiger steht in Diensten von Al-Hilal Riad und ist Kapitän der senegalesischen Nationalmannschaft.

## Karriere

### Vereine
Koulibaly begann seine Karriere in Frankreich bei der SR Saint-Dié; danach wechselte er zum Zweitligisten FC Metz, für den er im August 2010 in der Ligue 2 debütierte. Nach dem Abstieg von Metz wechselte er im Sommer 2012 nach Belgien zum Erstligisten KRC Genk. Nach zwei Jahren in Belgien ging er 2014 nach Italien zur SSC Napoli. Nach einem Jahr beim FC Chelsea wechselte er im Sommer 2023 nach Saudi-Arabien zu Al-Hilal Riad.

### Nationalmannschaft
Nachdem Koulibaly zuvor für französische Nachwuchsauswahlteams gespielt hatte, entschied er sich 2015 erstmals für Senegal zu spielen. Sein Debüt gab er am 5. September 2015 in der Qualifikation zum Afrika-Cup 2017 gegen Namibia (Endstand 2:0). Bei der Afrikameisterschaft 2017 in Gabun kam Koulibaly mit seinem Team bis ins Viertelfinale, als man letztendlich nach Elfmeterschießen gegen Kamerun aus dem Turnier ausschied.
Im Turnier um die WM 2018 gehörte er zum Aufgebot. Er bestritt beim Vorrundenaus alle drei Spiele der Gruppe H jeweils 90 Minuten lang. Im Finale der Afrikameisterschaft 2022 führte Koulibaly sein Team als Mannschaftskapitän gegen die Nationalmannschaft Ägyptens zum Titelgewinn. Im Turnier um die WM 2022 im Emirat Katar kam er erneut in allen drei Gruppenspielen zum Einsatz, mit dem Unterschied zum Ereignis vier Jahre zuvor, dass er ein Tor erzielte. Am 29. November 2022 sorgte er mit seinem Tor in der 70. Minute für den 2:1-Siegtreffer über die Nationalmannschaft Ecuadors und somit für den Einzug ins Achtelfinale, in dem er mit seiner Mannschaft aus dem Turnier ausschied.

## Erfolge
KRC Genk
- Belgischer Pokalsieger: 2013

SSC Neapel
- Italienischer Supercupsieger: 2014
- Italienischer Pokalsieger: 2020

Nationalmannschaft
- Afrika-Cup-Sieger: 2022

Auszeichnungen
- Team des Jahres der Serie A: 2016, 2017, 2018, 2019
- Bester Verteidiger der Serie A: 2018/19
- Spieler des Monats der Serie A: September 2021